# Tipula (Lunatipula) stimulosa
Tipula (Lunatipula) stimulosa is een tweevleugelige uit de familie langpootmuggen (Tipulidae). De soort komt voor in het Palearctisch gebied.